# (240) Vanadis
(240) Vanadis – planetoida z pasa głównego asteroid okrążająca Słońce w ciągu 4 lat i 129 dni w średniej odległości 2,66 j.a. Została odkryta 27 sierpnia 1884 roku w Marsylii przez Alphonse Borrelly’ego. Nazwa planetoidy pochodzi od Vanadis bogini w mitologii nordyckiej, częściej zwanej Freja.